# Belize Defence Force Air Wing
Il Belize Defence Force Air Wing è la componente aerea delle Forze di difesa del Belize.

## Storia
A partire dall'indipendenza del Belize nel 1978, il Regno Unito ha mantenuto nel paese, fino al 2011, alcuni reparti della Royal Air Force e del British Army come deterrente contro una possibile invasione del Guatemala, che non riconosceva l'indipendenza del Belize.
Il Belize Defence Force Air Wing è stato istituito nel 1983 per svolgere compiti di ricognizione, ricerca e soccorso, CASEVAC, trasporto truppe e rifornimento degli avamposti dell'esercito. Inizialmente dotato di due Britten-Norman Defender, negli anni '90 ha ricevuto un Cessna 182J e uno Slingsby T67M. A partire dagli anni '90 l'Air Wing supporta l'esercito e la polizia nel contrasto al narcotraffico. Nel maggio 2001 ha ricevuto un Britten-Norman BN-2 Islander acquistato dal mercato civile del Regno Unito. Nel 2004 ha acquisito un Beechcraft Queen Air dopo averlo ripristinato in seguito all'abbandono dell'aereo da parte di narcotrafficanti. Due Bell UH-1H Huey sono stati donati da Taiwan nel 2016. Nel 2018 ha ricevuto un Piper PA-34 Seneca sequestrato al narcotraffico.

## Aeromobili in uso
Sezione aggiornata annualmente in base al World Air Force di Flightglobal del corrente anno. Tale dossier non contempla UAV, aerei da trasporto VIP ed eventuali incidenti accorsi durante l'anno della sua pubblicazione. Modifiche giornaliere o mensili che potrebbero portare a discordanze nel tipo di modelli in servizio e nel loro numero rispetto a WAF, vengono apportate in base a siti specializzati, periodici mensili e bimestrali. Tali modifiche vengono apportate onde rendere quanto più aggiornata la tabella.
| Aeromobile                  | Origine     | Tipo                  | Versione (denominazione locale) | In servizio (2024) | Note | Immagine |
| Aerei per impieghi speciali |             |                       |                                 |                    | |          |
| Cessna 208 Caravan          | Stati Uniti | aereo da ricognizione | C208B EX                        | 1                  | 1 C208B EX donato dagli Stati Uniti, consegnato il 22 febbraio 2023, ed entrato in servizio il 2 marzo successivo. Utilizzato per missioni ISR, CASEVAC, di ricerca e soccorso e di trasporto. |          |
| Aerei da trasporto          |             |                       |                                 |                    | |          |
| Britten-Norman Defender     | Regno Unito | aereo da trasporto    | BN-2B-21                        | 1                  | 2 consegnati alla BDF nel 1981, uno perso in un incidente il 19 ottobre 1998. |          |
| Elicotteri                  |             |                       |                                 |                    | |          |
| Bell UH-1 Iroquois          | Stati Uniti | elicottero utility    | UH-1H                           | 1                  | 2 UH-1H prodotti su licenza da AIDC donati da Taiwan nel 2016, uno perso in un incidente il 27 febbraio 2020.                                                                                  |          |

## Aeromobili ritirati
- Cessna 182J – 1 esemplare (anni '90-?)[6]
- Dornier Do 27 – 1 esemplare (1987-1990)[9]
- Ayres S/R2T Turbo Thrush – 3 esemplari (1988-?)[9]
- Slingsby T-67M – 1 esemplare (?-1996)[6]
- Britten-Norman BN-2A-21 – 1 esemplare (2001-?)
- Beechcraft 65-A90 Queen Air – 1 esemplare (2004-?)[6]
- Piper Pa-34-200T – 1 esemplare (2018-2022)[9]